# 揚·薩特爾
揚·薩特爾（捷克語：Jan Šátral，1990年7月24日—）是一位捷克職業網球運動員。

## 外部連結
- 揚·薩特爾（英文/西班牙文）的官方資料
- 揚·薩特爾的國際網球總會 職業／青少年 官方資料（英文）